# Aderus snelli
Aderus snelli é uma espécie de inseto besouro da família Aderidae. Foi descrita cientificamente por Kenneth Gloyne Blair em 1935.

## Distribuição geográfica
Habita nas ilha Rodrigues (ilhas Mascarenhas).